# Kostel Navštívení Panny Marie (Dolany)
Kostel Navštívení Panny Marie je filiální římskokatolický kostel v obci Dolany.
Kostel (někde uváděn jako kaple) byl postaven v roce 1901 za děkana Josefa Ludvíka. Postaven byl dle návrhu architekta Mockra a stavbu solidně provedl stavitel Čermák z Jaroměře.

## Galerie

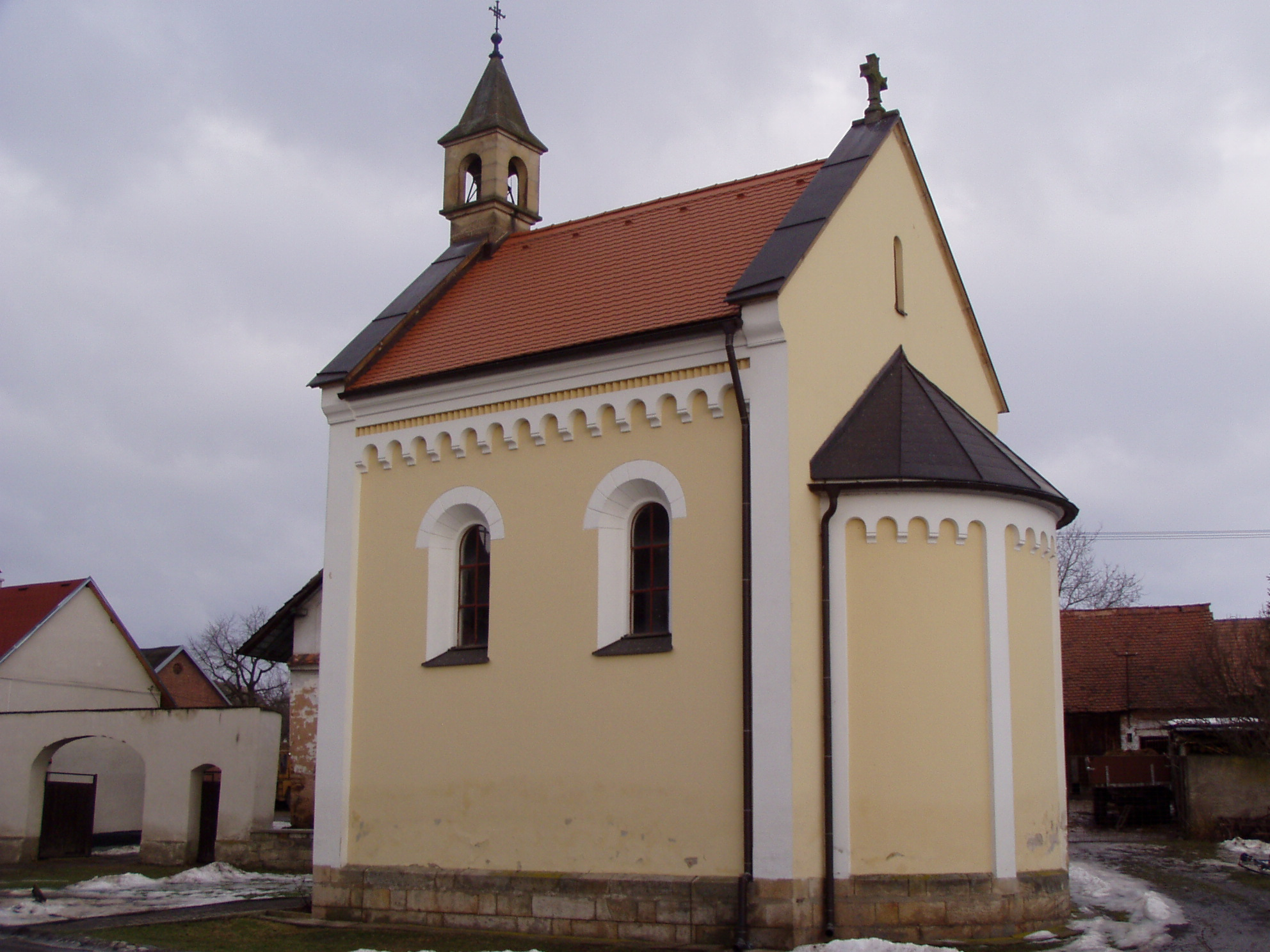
Pohled z boku
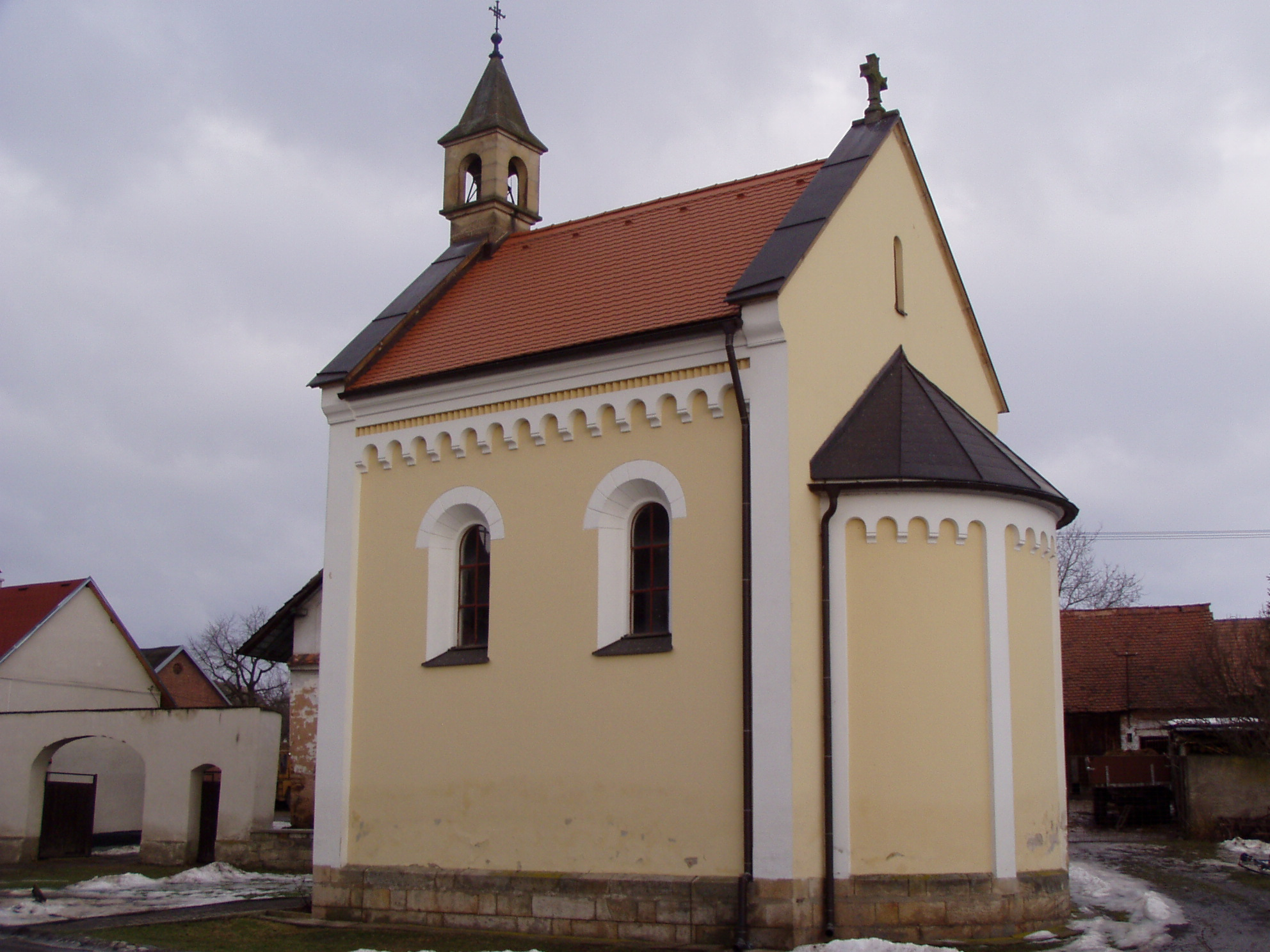
Kostel zezadu